# Санникова (Соликамский район)
Саннико́ва — исчезнувшая деревня Соликамского района Пермского края России. Относилась к Половодовскому уезду Соликамского района, а позднее, к Половодовскому сельсовету и Половодовскому сельскому поселению.

## Географическое положение
Деревня располагалась в 3 км к юго-востоку от села Половодово на берегах ручья, впадающего в речку Козловку, переходящую в речку Нерестовицу, правый приток реки Усолки.

## История
Деревня  Санникова впервые упоминается в переписи населения 1710 года как починок Санников, состоявший тогда только из одного двора. Основал починок в 1704 году Григорий Иванович Санников, выходец из деревни Попова, расположенной в 6 км западнее. К началу XX века в деревне насчитывалось около 50 дворов. В результате происходившего в течение всего XX века исхода сельского населения к семидесятым годам деревня полностью опустела. Последний житель деревни – Федор Егорович Санников. Бо́льшая часть деревянных домов была снесена, несколько домов из деревни Санниковой были разобраны и установлены в селе Половодово.
Как населенный пункт деревня Санникова была официально упразднена в 1976 году.